# Siegfried von Kortzfleisch
Siegfried von Kortzfleisch (* 5. Juli 1929 in Dresden; † 27. Juli 2014 in Lübeck) war ein deutscher evangelischer Theologe und Journalist.

## Leben
Siegfried von Kortzfleisch, Sohn des 1945 gefallenen Generals der Infanterie Joachim von Kortzfleisch und seiner Frau Edelgard geb. von Saucken (1901–1998), wuchs mit zwei älteren Brüdern in Ostpreußen und Berlin auf. Nach seinem Abitur 1947 in Goslar studierte er Theologie an den Universitäten Mainz, Basel und Göttingen. Von 1955 bis 1961 war er Studienleiter der Evangelischen Akademie Bad Boll. 1959 wurde er an der Universität Göttingen mit der Arbeit „Verkündigung und ‚öffentliche Meinungsbildung‘ – Ein Beitrag zur Grundlegung kirchlicher Öffentlichkeitsarbeit“ zum Dr. theol. promoviert. Von 1961 bis 1969 war er stellvertretender Leiter der Evangelischen Zentralstelle für Weltanschauungsfragen in Stuttgart. Von 1970 bis 1981 war er Chefredakteur der Lutherischen Monatshefte in Hannover. Von 1982 bis 1986 war er stellvertretender Chefredakteur des Deutschen Allgemeinen Sonntagsblatts in Hamburg.
Von Kortzfleisch hat zahlreiche Veröffentlichungen zum jüdisch-christlichen Dialog und zur christlichen Publizistik getätigt. Mit Karl Heinrich Rengstorf gab er das zweibändige Handbuch Kirche und Synagoge heraus, an dem u. a. Bernhard Blumenkranz, Willehad Paul Eckert (1926–2005), Bernhard Kötting, Rudolf Lill und Wilhelm Maurer mitarbeiteten. Jahrzehntelang engagierte er sich für den Deutschen Evangelischen Kirchentag und für den christlich-jüdischen Dialog.
Er war zeitweilig verheiratet mit der Pastorin Ina, geb. Brinkmann, und lebte seit 2008 in Lübeck, wo er eine kleine Privatagentur „zum Umgang mit Publikum und Medien“ betrieb.